# Aladdin (film, 2019)
Az Aladdin 2019-ben bemutatott amerikai fantasy film, az 1992-es azonos című rajzfilm valós díszletekkel készült, élőszereplős filmváltozata. A rendezője Guy Ritchie, a producere Dan Lin, az írója John August.
A mozifilm gyártói a Walt Disney Pictures és a Lin Pictures. Műfaját tekintve romantikus film, kalandfilm, fantasyfilm és filmmusical.
Az Egyesült Államokban 2019. május 24-én, míg Magyarországon egy nappal korábban, 2019. május 23-án mutatták be a mozikban.

## Cselekmény
Egy kis vitorláshajón egy férfi elmeséli két gyermekének Aladdin történetét.
Jafar, a szultán tanácsosa, többször is a csodák barlangjába küld egy-egy férfit, hogy hozza ki neki a lámpást, de a barlang végez mindegyikkel, és közli a varázslóval, hogy keresse a csiszolatlan gyémántot.
Agraba városában egy koldusfiú, Aladdin éppen a piacon foglalkozását, a lopást végzi, mikor észrevesz egy elragadó lányt (később kiderül róla, hogy az álruhás Jázmin hercegnő). A fiú megmenti őt egy árustól, akivel a lány összetűzésbe kerül, mivel kenyeret adott két éhes gyereknek, az árus viszont a karperecét kéri cserébe. Aladdin odaadja neki a karperecet, majd ügyesen visszalopja, de menekülniük kell a katonák elől.
Aladdin megmutatja a lánynak (akiről azt gondolja, hogy a hercegnő szolgálólánya) egy toronyban lévő lakhelyét, ahonnan az egész várost be lehet látni.
Jázminnak egy rövid beszélgetés után vissza kell térnie a palotába, mert éppen akkor érkezik egy herceg egy másik birodalomból, aki feleségül akarja őt venni.
A lány észreveszi, hogy a karperece eltűnt (amit Abu, Aladdin majma, Aladdin tudta nélkül ellopott). Jázmin azt hiszi hogy a fiú lopta el, és csalódottan elviharzik.
A szultán fogadja Anders herceget, Jázmin társaságában. Azonban a hercegnő házi tigrise, Rajah megtámadja a kelekótya herceget. Később a szultán állami ügyeken tanácskozik Jafarral, aki egy kisebb vita után a kobrát ábrázoló botjával hipnotizálni kezdi az uralkodót, hogy támadjanak meg egy szomszédos, baráti államot. De Jázmin véletlenül időben megszakítja a bűbájt. Jafar Shirabad lerohanását tervezné egy régi sérelem miatt, de a szultán és a hercegnő ellenkezik, ugyanis az a néhai szultána birodalma volt.
Aladdin belopódzik a palotába, hogy visszaadja a titokzatos szolgálólánynak a karperecet, azonban Jágó, Jafar papagája értesíti gazdáját, hogy tolvaj van a palotában. A fiú visszaadja a lánynak az ékszert, majd megígéri, hogy másnap este újra eljön. Mikor éppen távozna, Jafar katonái elfogják. Másnap elviszik Aladdint a sivatagba, ahol rövid beszélgetés során megismerkedik a varázslóval, és megtudja, hogy a titokzatos lány valójában Jázmin hercegnő. A varázsló megkéri, hogy egy kincses barlangból hozzon fel neki egy lámpást, cserébe rengeteg kincset kap és szabadon engedi. De mialatt a barlangban van, nem nyúlhat semmi más kincshez. A barlangban Aladdin észrevesz egy integető szőnyeget, aminek egyik sarka egy szikla alá szorult, ezért Aladdin kiszabadítja.
Miközben Aladdin egy sziklacsúcsra mászik fel és megszerzi a lámpást, Abu megfog egy hatalmas gyémántot, ezért a barlang bezárul és lávafolyamok kezdenek hömpölyögni Aladdin körül. Aladdin egy másik sziklára mászva majdnem kijut a barlangból, de ott Jafar várja és a fiú vesztét akarva elveszi a lámpást, majd őt lelöki a mélybe. Abu esés közben elcsórja a lámpást.
Aladdint és a majmát megmenti a szőnyeg a leeséstől. A fiú megdörzsöli a lámpást, mire abból egy kék színű dzsinn jön elő, és egy látványos produkcióval elmagyarázza, hogy három kívánságát teljesíti. Aladdin (egy kis csalással) kijut a barlangból. Majd az első kívánsága az, hogy Dzsini változtassa át őt herceggé, mivel a hercegnőnek egy herceghez kell hozzámennie feleségül.
A nép üdvrivalgással köszönti a gazdag, nagylelkű és nemes Ali Ababwa herceget (azaz Aladdint), akit a hercegnő nemigen szível. Aladdin bemutatja ajándékait, majd az esti bálban táncol a hercegnővel (akrobatikus mozdulatait Dzsini irányítja), a hercegnő azonban váratlanul elmegy.
Később a fiú varázsszőnyegén bejárják az országot, majd a lány közli vele, hogy tudja ki ő. Aladdin hazaviszi a hercegnőt, aki megcsókolja a fiút. Másnap reggel Jafar elfogatja Aladdint, és megkötözve a tengerbe taszítja. Dzsini megmenti a vízbefulladástól, ezzel a második kívánság is tovaszállt.
A szultán elrendeli Jafar letartóztatását, de Jágó ellopja a tömlöc kulcsát, a mágus pedig megszerzi a lámpát. Fogságba ejti a szultánt és Jázmint, valamint a lány szolgálóját, Dáliát. Első kívánsága, hogy legyen ő a szultán. Megérkezik Aladdin, és kiderül az igazság. Jafar egy hó borította vidékre száműzi a szerencsétlen ifjút, de a szőnyeg eljön érte és megmenti.
Jafar második kívánsága, hogy ő legyen a leghatalmasabb mágus, és el akarja venni feleségül Jázmint. Azonban Aladdin közbeavatkozik és a hercegnő segítségével elveszi a lámpást. Jafar átváltoztatja Jágót egy óriási madárrá, hogy elkaphassa a két fiatalt. Erejének köszönhetően elkapja őket, de Aladdin furfangosan kijátssza a mágust és a madár visszaváltozik eredeti alakjába. Jafar harmadik kívánsága, hogy legyen ő a legnagyobb hatalommal rendelkező lény, azonban Dzsini ezt úgy értelmezi, hogy dzsinné alakítja és ő is egy lámpásba kerül.
Aladdin a harmadik kívánságával felszabadítja őt, mivel az volt Dzsini kívánsága, hogy ember lehessen, és emberré válva elveszi feleségül Jázmin szolgálóját, akivel két gyermekük születik. Megtudjuk, hogy Dzsini a mesélő férfi.
Aladdin távozik a palotából a korábbi zsebtolvaj ruhájában, de Jázmin utánamegy és megcsókolja, majd Aladdin elveszi feleségül a hercegnőt.

## Szereplők
| Szereplő                     | Színész         | Magyar hang                           |
| ---------------------------- | --------------- | ------------------------------------- |
| Aladdin, utcai tolvaj        | Mena Massoud    | Jéger Zsombor Miller Dávid (ének)     |
| Jázmin hercegnő              | Naomi Scott     | Törőcsik Franciska Jenes Kitti (ének) |
| Dzsinn/Mesélő                | Will Smith      | Kálid Artúr                           |
| Jafar, a szultán tanácsadója | Marwan Kenzari  | Kaszás Gergő                          |
| Dália, Jázmin szolgálója     | Nasim Pedrad    | Csondor Kata                          |
| Hakim, az őrség parancsnoka  | Numan Açar      | Végh Péter                            |
| Szultán                      | Navid Negahban  | Benkő Péter                           |
| Andres herceg                | Billy Magnussen | Zámbori Soma                          |
| Omar                         | Jordan A. Nash  | Maszlag Bálint                        |
| Lian                         | Taliyah Blair   | Tóth Mira                             |
| Dzsamal                      | Amir Boutrous   | Scherer Péter                         |
| Zulla                        | Nina Wadia      | Makay Andrea                          |
| Szereplő                     | Eredeti hang    | Magyar hang                           |
| Abu, Aladdin majma           | Frank Welker    | Eredeti hang                          |
| Csodák barlangja             | Frank Welker    | Schneider Zoltán                      |
| Jágó, Jafar papagája         | Alan Tudyk      | Kassai Károly                         |

- További magyar hangok: Bor László, Czifra Krisztina, Csuha Lajos, Fáncsik Roland, Farkas Zita, Fehér Péter, Fehérváry Márton, Fellegi Lénárd, Gyurin Zsolt, Hay Anna, Hegedűs Miklós, Kajtár Róbert, Kapácsy Miklós, Kiss László, Koncz István, Láng Balázs, Lipcsey-Colini Borbála, Makay Andrea, Mesterházy Gyula, Mészáros András, Mohácsi Nóra, Németh Attila, Pál Tamás, Pásztor Tibor, Suhajda Dániel, Téglás Judit, Törtei Tünde
- Énekhangok: Bolba Éva, Boros Sándor, Boros Tibor, Czier Zoltán, Cser Péter, Janza Kata, Kis-Kovács Luca, Nádasi Veronika, Nádorfi Krisztina, Náray Erika, Óvári Éva, Péter Barbara, Silló György, Szabó Máté, Szemenyei János, Szentirmai Zsolt